# تياغو مورايس
تياغو مورايس (بالبرتغالية: Tiago Morais‏) هو لاعب كرة قدم برتغالي، ولد في 3 سبتمبر 2003 في إسبينيو في البرتغال.

## وصلات خارجية
- تياغو مورايس على موقع قاعدة بيانات كرة القدم.إي يو (الإنجليزية)
- تياغو مورايس على موقع ليكيب (الفرنسية)
- تياغو مورايس على موقع Soccerway.com (الإنجليزية)